# شعب البرك (بني سعد)

تعديل مصدري - تعديل

شعب البرك هي إحدى قرى عزلة بني سباء بمديرية بني سعد التابعة لمحافظة المحويت، بلغ تعداد سكانها 109 نسمة حسب تعداد اليمن لعام 2004.